# همبورگ (سار)
شهر هُمبورگ در ایالت زارلند در کشور آلمان واقع شده‌است.